# Império do Espírito Santo de São Pedro (Santa Rita)
O Império do Espírito Santo de São Pedro (Santa Rita) é um Império do Espírito Santo português que se localiza na freguesia açoriana do Santa Cruz, concelho da Praia da Vitória, ilha Terceira, arquipélago dos Açores.
Este Império do Espírito Santo tem a sua fundação no século XX mais precisamente no ano de 1964.